# Никитени (Ботошани)
Никитени (рум. Nichiteni) насеље је у Румунији у округу Ботошани у општини Коцушка. Oпштина се налази на надморској висини од 175 m.

## Становништво
Према подацима из 2002. године у насељу је живело 664 становника, од којих су сви румунске националности.